# Озерова, Анна Алексеевна
Анна Алексеевна Озерова (до 2024 — Шевченко; род. 20 октября 1998, Москва) — российская волейболистка, связующая. 

## Биография
Начала заниматься волейболом в московской СДЮСШОР № 65 «Ника». Выступала в юниорских первенствах Москвы и России, становясь победителем и призёром соревнований.
В 2015 заключила контракт с ВК «Ленинградка» и на протяжении четырёх сезонов играла за молодёжную команду клуба, а в сезоне 2018—2019 провела 15 матчей в суперлиге уже за основной состав. В 2019—2021 выступала за курский «ЮЗГУ-Атом» и московский «Луч» в высшей лиге «А» чемпионата России. В 2021 перешла в ВК «Липецк», а в 2022 вернулась в «Ленинградку».   

### Клубная карьера
- 2015—2019 —  «Ленинградка»-2 (Санкт-Петербург) — молодёжная лига;
- 2018—2019 —  «Ленинградка» (Санкт-Петербург) — суперлига;
- 2019—2020 —  «ЮЗГУ-Атом» (Курск) — высшая лига «А»;
- 2020—2021 —  «Луч» (Москва) — высшая лига «А»;
- 2021—2022 —  «Липецк» (Липецк) — суперлига;
- с 2022 —  «Ленинградка» (Санкт-Петербург) — суперлига.

## Достижения
- бронзовый призёр чемпионата России 2024.
- двукратный серебряный призёр розыгрышей Кубка России — 2023, 2024.